# Przemysław Andrejuk
Przemysław Andrejuk (ur. 9 lutego 1977 w Kodniu) – polski polityk, lekarz, publicysta, poseł na Sejm V kadencji.

## Życiorys

### Wykształcenie i praca zawodowa
Ukończył Szkołę Podstawową w Kodniu, I Liceum Ogólnokształcące im. J. I. Kraszewskiego w Białej Podlaskiej oraz w 2002 studia na Wydziale Lekarskim Akademii Medycznej w Lublinie. W 2007 ukończył studia podyplomowe z zakresu zarządzania służbą zdrowia w Wyższej Szkole Przedsiębiorczości i Administracji w Lublinie.
Odbył staż podyplomowy w Wojewódzkim Szpitalu Specjalistycznym w Białej Podlaskiej, w styczniu 2004 został młodszym asystentem Oddziału Urazowo-Ortopedycznego w tym szpitalu. Publikuje w „Racji Polskiej”, „Myśli Polskiej” i „Wszechpolaku”. Zakładał serwis internetowy Endecja.pl.

### Działalność polityczna
W 1994 wstąpił do Młodzieży Wszechpolskiej, jednocześnie działając przy Stronnictwie Narodowym w Białej Podlaskiej. Współtworzył periodyk „Wielka Polska” i Wszechnicę Myśli Narodowej. W latach 2004–2005 kierował okręgiem lubelskim MW, zasiadał też we władzach krajowych tej organizacji.
W 2001 wstąpił do Ligi Polskich Rodzin. Do 2007 był prezesem oddziału powiatowego partii w Białej Podlaskiej, wszedł w skład władz krajowych tego ugrupowania. W 2004 kandydował z jego listy bezskutecznie do Parlamentu Europejskiego.
W wyborach parlamentarnych w 2005 uzyskał mandat poselski z listy LPR, kandydując w okręgu chełmskim i otrzymując 7000 głosów. Był wiceprzewodniczącym Parlamentarnego Zespołu Miłośników Historii, członkiem Komisji Zdrowia oraz wiceprzewodniczącym Komisji Nadzwyczajnej do rozpatrzenia projektów ustaw związanych z koalicyjnym programem rządowym „Solidarne Państwo”. Zasiadał też w Komisji Polityki Społecznej.
W wyborach parlamentarnych w 2007 bez powodzenia ubiegał się o reelekcję (otrzymał 223 głosy).